# Comté de Carrathool
Le comté de Carrathool (en anglais : Carrathool Shire) est une zone d'administration locale située dans l'État de Nouvelle-Galles du Sud en Australie. 

## Géographie
Le comté s'étend sur 18 932 km2 dans l'outback de l'État et en partie dans la Riverina, au nord-ouest de la ville de Griffith. Il est traversé par la Mid-Western Highway et au nord par la Sturt Highway.
La plus grande bourgade est Hillston mais le siège du conseil est à Goolgowi. Le comté abrite également les localités de Carrathool, Merriwagga et Rankins Springs.
Alors qu'autrefois la vie était pratiquement impossible dans la région à cause de l'aridité, celle-ci est aujourd'hui parcourue de champs irrigués et de jardins avec pelouse. Plus de 15 000 km2 de terres sont utilisées pour l'agriculture.

## Démographie
La population s'élevait à 2 587 habitants en 2011 et à 2 719 habitants en 2016.

## Politique et administration
Le comté comprend deux subdivisions appelées wards. Le conseil comprend dix membres élus, à raison de cinq par ward, pour quatre ans, qui à leur tour élisent le maire pour deux ans. Dix candidats indépendants se sont présentés aux élections du 10 septembre 2016 et ont tous été déclarés élus. À la suite des élections du 4 décembre 2021, le conseil est de nouveau formé de dix indépendants.

### Liste des maires
| Période                                  | Période  | Identité       | Étiquette | Qualité |
| ---------------------------------------- | -------- | -------------- | --------- | ------- |
| Les données manquantes sont à compléter. |          |                |           |         |
| 2004                                     | 2019     | Peter Laird    |           |         |
| 17 septembre 2019                        | en cours | Darryl Jardine |           |         |